# Державний музей тайванської літератури
22°59′31″ пн. ш. 120°12′17″ сх. д. / 22.992° пн. ш. 120.2046° сх. д.

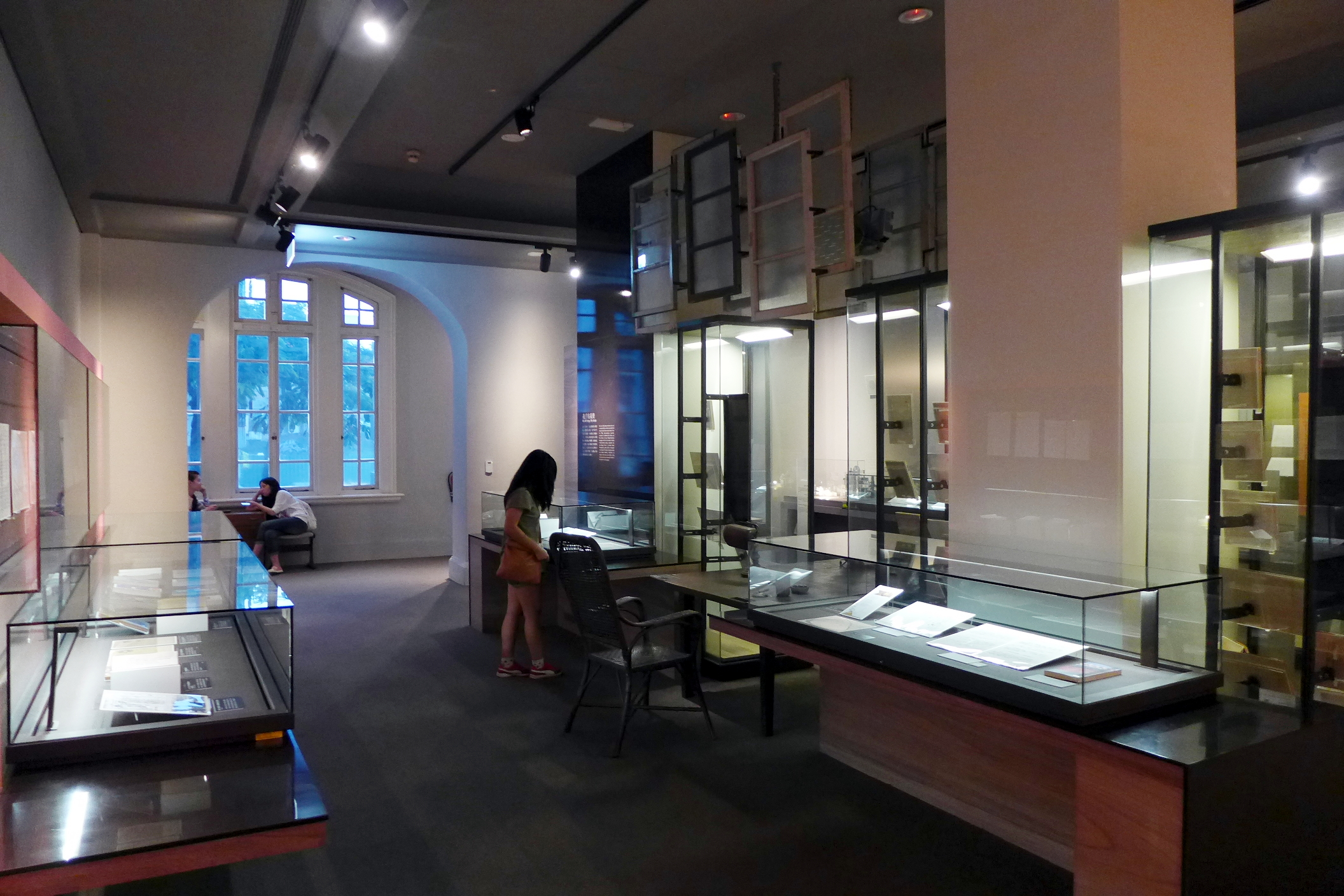
Експонати всередині музею

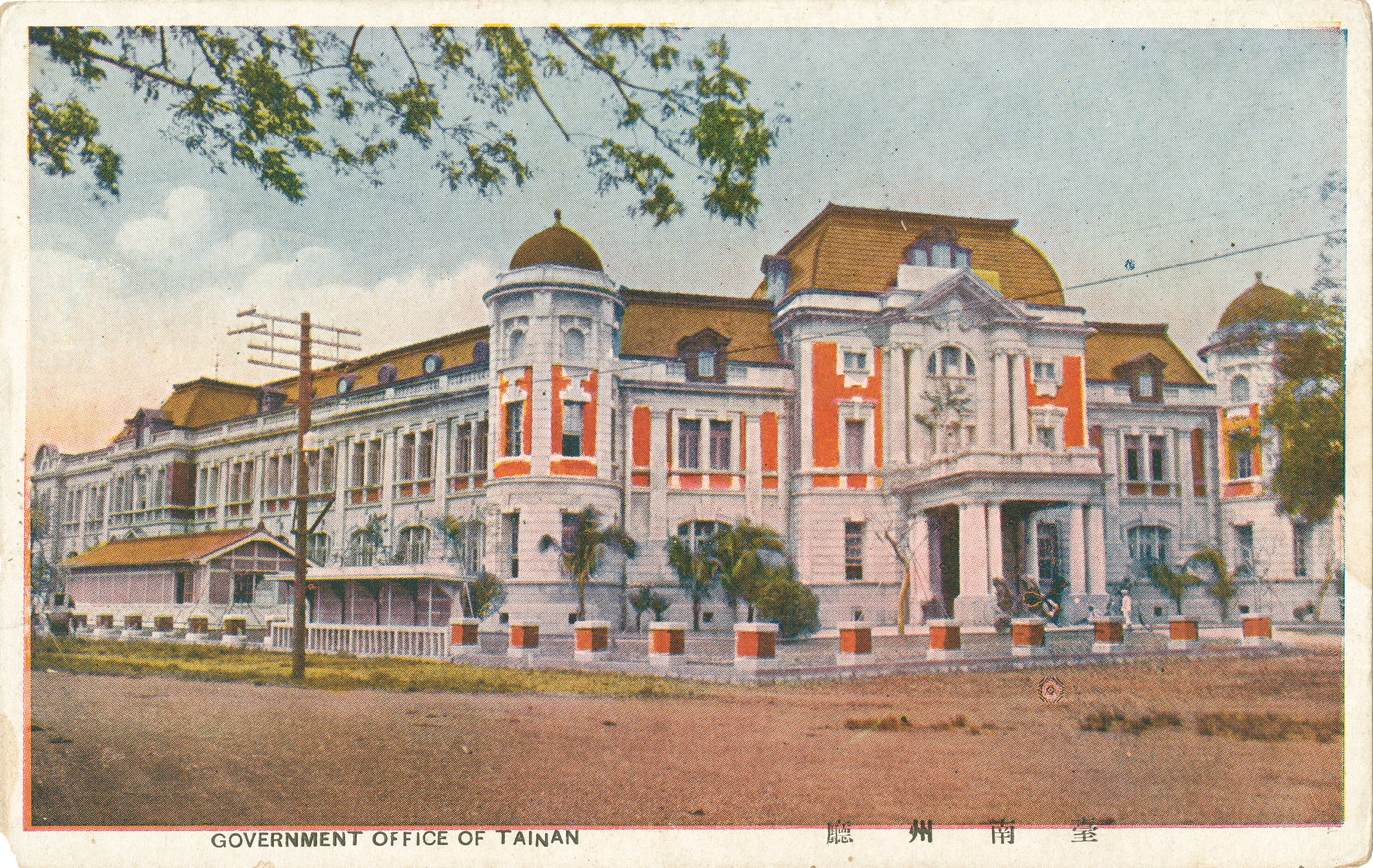
Музей був урядовим будинком колишньої префектури Тайнань за часів японського правління.

Державний музей тайванської літератури  (Кит.國立台灣文學館; піньїнь Guólì Táiwān Wénxuéguǎn) — музей, розташований у місті Тайнані, на півдні Тайваню. Музей досліджує, каталогізує, зберігає літературну спадщину, виставляє пов'язані з літературою експонати, організовує тематичні виставки, присвячені класичній традиції та сучасній літературі. У рамках своєї багатомовної та багатоетнічної спрямованості він містить велику колекцію місцевих творів тайванською, японською, загальновживаною китайською та класичною китайською мовами, а також мовами корінних народів Тайваню.
Музей покликаний заповнити помітну прогалину у вивченні тайванської літератури як в історичній, так і в літературознавчій сфері академічних досліджень, а також у сфері перекладу. Тайнань був обраний як культурна столиця та «історичне місто», з урахуванням його статусу адміністративного центру Тайваню, який він мав до кінця XIX століття, а також його тривалої історії як місця, де люди мешкали задовго до голландського правління цим регіоном у XVII столітті .

## Історія
Музей розташований у будівлі, спорудженій 1916 року японським архітектором Мацуносуке Моріямою (森山松之助) в період японського правління на Тайвані. До 1945 року у ньому розташовувалася японська адміністрація префектури Тайнаня. Авіація США застосувала напалм під час одного з бомбардувань міста, внаслідок пожежі постраждав дах будівлі та деякі приміщення. Після закінчення Другої світової війни будинок був відновлений і перейшов у підпорядкування військових Гоміньдану (Департамент постачання ВПС), а з 1969 до 1997 у ньому знаходилася міська адміністрація .